# Olvan
Olvan – gmina w Hiszpanii, w prowincji Barcelona, w Katalonii, o powierzchni 35,41 km². W 2011 roku gmina liczyła 892 mieszkańców. Składa się z miasta Olvan i części dawnej kolonii przemysłowej Cal Rosal nad rzeką Llobregat.